# Begonia alice-clarkae
Espèce
Begonia alice-clarkae est une espèce de plantes de la famille des Begoniaceae.
Ce bégonia est présent au Mexique dans le Chiapas. L'espèce a été décrite en 1976 par le botaniste Rudolf Christian Ziesenhenne (1911-). L'épithète spécifique, alice-clarkae est un hommage à Alice M. Clark, artiste et auteur du livre Begonia Portraits publié à titre privé en 1977.